# Prosoplus ochreobasalis
Prosoplus ochreobasalis är en skalbaggsart som beskrevs av Stefan von Breuning 1942. Prosoplus ochreobasalis ingår i släktet Prosoplus och familjen långhorningar. Inga underarter finns listade i Catalogue of Life.